# پیشاتاریخ

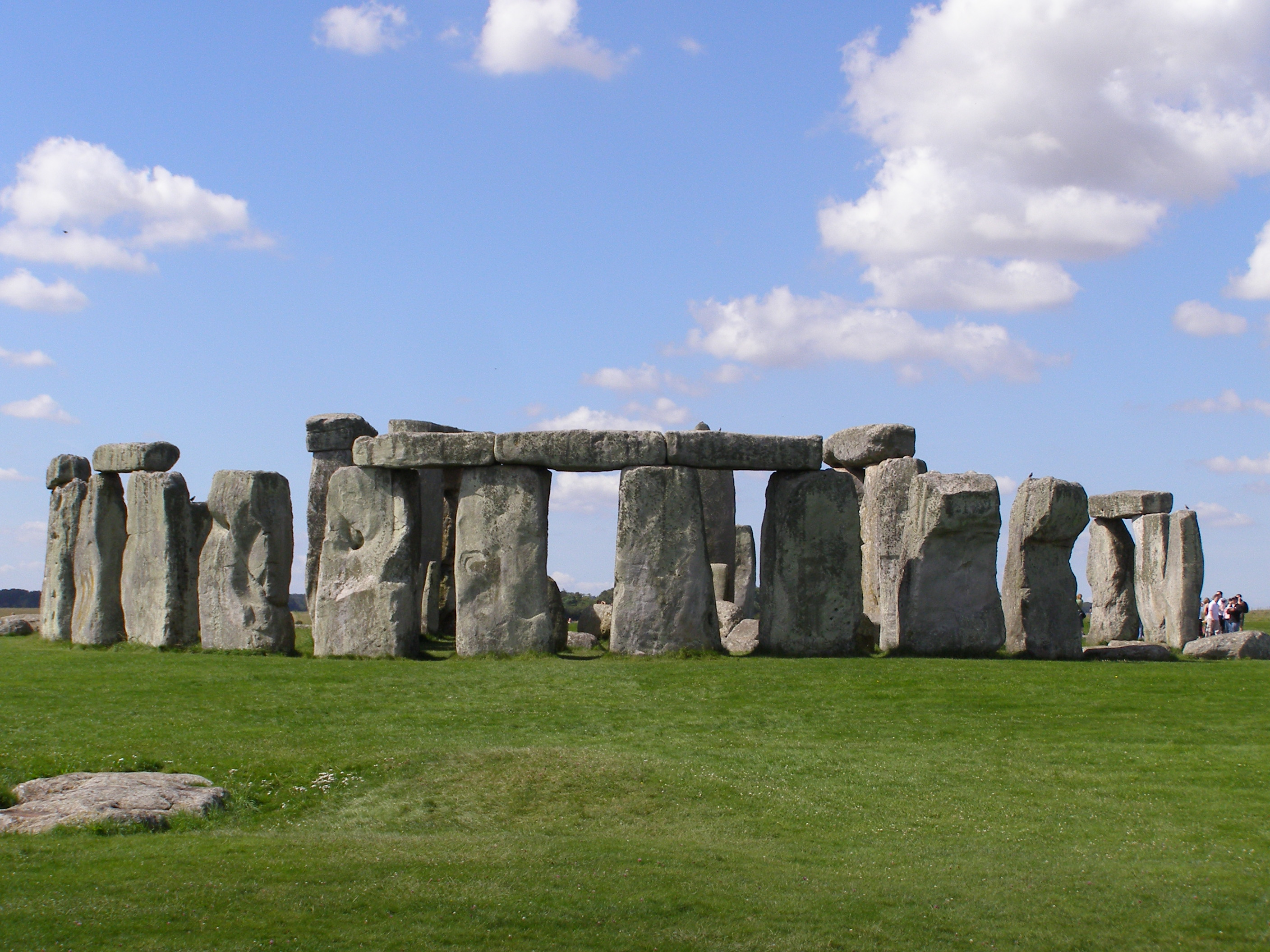
استون‌هنج در جنوب انگلستان، در دوران نوسنگی توسط انسان‌هایی که دستکم ۴ هزار سال پیش می‌زیستند بنا شده بود.

دوران پیشاتاریخ، پیش از تاریخ یا ماقبل تاریخ به محدودهٔ زمانی پیش از ثبت و ضبط تاریخ یا اختراع سامانهٔ نوشتاری گفته می‌شود. پیشاتاریخ به دوره‌ای از زندگی انسان، پیش از اختراع خط اشاره دارد که انسان در آن دوره هنوز به ثبت و گزارش زندگی و دستاوردهای خود توانا نشده بود و تجربه‌ها و دستاوردهای انسان به سرعت از بین می‌رفت. این دوره با پیدایش خط و سامانهٔ نوشتاری، به پایان می‌رسد و دورهٔ تاریخی آغاز می‌شود.
ماقبل تاریخ بشر دوره بین استفاده از اولین ابزار سنگی در حدود ۳٫۳ میلیون سال پیش توسط انسان‌تباران و اختراع سامانهٔ نوشتن است. نخستین سامانه‌های نوشتن پیش از حدود ۵٬۳۰۰ سال پیش اختراع شد، اما هزاران سال طول کشید تا نوشتار به‌طور گسترده استفاده شود و تا قرن نوزدهم یا حتی تا امروز در بعضی از فرهنگ‌های انسانی مورد استفاده قرار نگرفته‌است؛ بنابراین، پایان تاریخِ ماقبلِ تاریخ در مکان‌های مختلف به وقوع می‌پیوندد و این اصطلاح کمتر در بحث در مورد جوامع به کار می‌رود که پیش از تاریخ به تازگی به پایان رسیده‌است.
سومر در میان‌رودان، تمدن دره ایندوس (دره سند) و مصر باستان نخستین تمدن‌هایی بودند که الفبای خود را گسترش داده و سوابق تاریخی را حفظ کردند. این اتفاق در اوایل عصر برنز رخ داده‌است. تمدن‌های همسایه اولین کسانی بودند که پیروی کردند. بیشتر تمدن‌های دیگر به دوران پیش از تاریخ در عصر آهن رسیده بودند. سامانهٔ سه‌زمانهٔ تقسیم پیشاتاریخ به عصر سنگ و به دنبال آن دوران برنز و دوران آهن در بیشتر مناطق اوراسیا و شمال آفریقا مورد استفاده قرار می‌گیرد. فلزات به‌طور ناگهانی با تماس با فرهنگ‌های اوراسیا، مانند قاره آمریکا، اقیانوسیه، استرالیا و بسیاری از کشورهای جنوب صحرای آفریقا وارد شدند. این مناطق همچنین با استثنائاتی در تمدن‌های پیش از کلمبیا در آمریکا، سامانه‌های نوشتاری پیچیده را قبل از ورود اوراسیایی‌ها توسعه ندادند، و پیش از تاریخ آنها به دوره‌های نسبتاً اخیر می‌رسد. به عنوان مثال، سال ۱۷۸۸ معمولاً به عنوان پایان دوره ماقبل تاریخ استرالیا گرفته می‌شود.
دوره ای که یک فرهنگ توسط دیگران نوشته می‌شود، اما سیستم نوشتاری خود را توسعه نداده‌است، اغلب به عنوان تاریخ اولیه فرهنگ شناخته می‌شود. طبق تعریف، هیچ گزارش مکتوبی از پیشاتاریخ بشر وجود ندارد، بنابراین تاریخ گذاری مواد ماقبل تاریخ بسیار حیاتی است. تا سدهٔ نوزدهم تکنیک‌های صریح برای تاریخ‌گذاری به خوبی توسعه نیافته بود.

## تعاریف

##### آغاز
اصطلاح «پیش از تاریخ» می‌تواند به بازه زمانی وسیعی از زمان پیدایش جهان یا زمین اشاره داشته باشد، اما اغلب به دوره‌ای از پیدایش حیات بر روی زمین، یا حتی به‌طور خاص‌تر به زمان ظهور موجودات شبیه انسان اشاره دارد.

##### پایان
تاریخی که پایان دوران ماقبل تاریخ را نشان می‌دهد معمولاً به عنوان ظهور اسناد تاریخی مکتوب معاصر تعریف می‌شود. در نتیجه تاریخ به‌طور گسترده‌ای از منطقه ای به منطقه دیگر، بسته به تاریخی که سوابق مربوط تبدیل به یک منبع علمی مفید می‌شوند، متفاوت است. به عنوان مثال، در مصر به‌طور کلی پذیرفته شده‌است که ماقبل تاریخ در حدود سال ۳۱۰۰ قبل از میلاد به پایان رسیده‌است، در حالی که در گینه نو پایان دوران ماقبل تاریخ بسیار جدیدتر است، در دهه ۱۸۷۰، زمانی که انسان‌شناس روسی نیکولای میکلوخو-مکلای چندین سال در میان بومیان زندگی می‌کرد. مردم، و شیوه زندگی آنها را در رساله ای جامع شرح داده‌است. در اروپا، فرهنگ‌های کلاسیک یونان باستان و روم باستان نسبتاً مستند هستند و نزدیکی فرهنگ در آن دو، از جمله سلت‌ها و تا حدی اتروسک‌ها، با نوشته‌ای کم یا بدون نوشته، وجود دارد و مورخان باید تصمیم بگیرند که چقدر به روایت‌های اغلب تعصب‌آمیز این فرهنگ‌های پیش‌تاریخی در ادبیات یونانی و رومی اهمیت دهند.

## دوره‌های زمانی
در تقسیم‌بندی پیش از تاریخ بشر در اوراسیا، مورخان معمولاً از سیستم سه عصر استفاده می‌کنند، در حالی که محققان دوره‌های زمانی ماقبل بشری، معمولاً از رکورد زمین‌شناسی کاملاً تعریف‌شده و پایه لایه‌ای تعریف‌شده بین‌المللی در مقیاس زمانی زمین‌شناسی، استفاده می‌کنند. در سیستم سه عصر، دوره‌بندی ماقبل تاریخ بشر به ۳ دوره زمانی متوالی و به خاطر فناوری‌های ابزارسازی غالب مربوط، نام‌گذاری شده‌اند:
1. عصر حجر
2. عصر برنز
3. عصر آهن

## تاریخچه اصطلاح پیش از تاریخ
مفهوم «پیش از تاریخ» در آثار باستان شناسانی که از واژه «اولیه» برای توصیف جوامعی که پیش از ثبت‌های مکتوب وجود داشتند، استفاده می‌کردند، ظاهر شد.
استفاده از مقیاس زمانی زمین‌شناسی برای دوره‌های زمانی پیش از انسان و استفاده از سیستم سه عصر برای پیش از تاریخ بشر، در اواخر قرن نوزدهم در آثار انسان‌شناسان و باستان‌شناسان بریتانیایی، آلمانی و اسکاندیناویایی پدیدار شد.

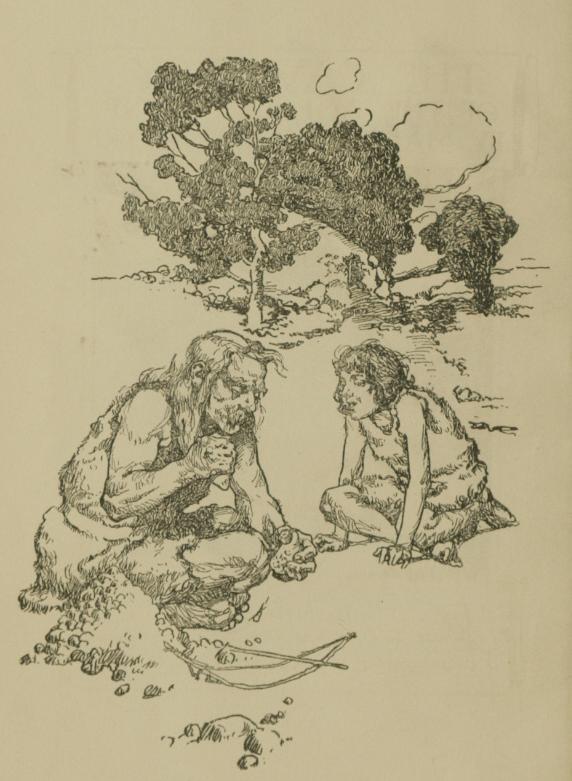
طرح اولیه ای که یک بزرگسال و یک نوجوان از دوران ماقبل تاریخ یک ابزار سنگی درست می‌کنند را به تصویر می‌کشد.

## ابزار تحقیق
منبع اصلی اطلاعات پیش از تاریخ، باستان‌شناسی (شاخه ای از مردم‌شناسی) است، اما برخی از محققان شروع به استفاده بیشتر از شواهد علوم طبیعی و اجتماعی کرده‌اند.
پژوهشگران اولیه در ماقبل تاریخ بشر، باستان شناسان و انسان شناسان فیزیکی هستند که از کاوش‌ها، بررسی‌های زمین‌شناسی و جغرافیایی و سایر تحلیل‌های علمی برای آشکارسازی و تفسیر ماهیت و رفتار مردمان پیش باسواد و بی سواد استفاده می‌کنند.
ژنتیک شناسان جمعیت انسانی و زبان شناسان تاریخی نیز بینش ارزشمندی برای این پرسش‌ها ارائه می‌دهند. انسان شناسان فرهنگی متن نوشته‌هایی برای تعاملات اجتماعی که توسط آن امکان تجزیه و تحلیل هر مقاله ای در زمینه ماقبل تاریخ بشری ایجاد می‌شود، فراهم می‌کنند.
بنابراین، داده‌های مربوط به پیش از تاریخ توسط طیف گسترده‌ای از علوم طبیعی و اجتماعی، مانند انسان‌شناسی، باستان‌شناسی، باستان‌شناسی، زبان‌شناسی تطبیقی، زیست‌شناسی، زمین‌شناسی، ژنتیک مولکولی، دیرینه‌شناسی، پالینولوژی، انسان‌شناسی فیزیکی و بسیاری دیگر ارائه می‌شود.
ماقبل تاریخ بشر نه تنها از نظر گاهشماری (علم ترتیب تاریخ) آن با تاریخ متفاوت است، بلکه در نحوه پرداختن به فعالیت‌های فرهنگ‌های باستان‌شناسی به جای ملت‌ها یا افراد نام‌گذاری شده نیز تفاوت‌هایی با آن دارد. ماقبل تاریخ به جای سوابق مکتوب، محدود به فرآیندهای مادی، بقایای آثار، و مصنوعات است. به همین دلیل، اصطلاحات مرجعی که ماقبل تاریخ‌ها از آن استفاده می‌کنند، مانند «نئاندرتال» یا «عصر آهن»، برچسب‌های مدرنی هستند که گاهی تعاریف آن قابل بحث است.

## عصر حجر
مفهوم «عصر حجر» در باستان‌شناسی بیشتر جهان استفاده می‌شود، اگرچه در باستان‌شناسی قاره آمریکا آن را با نام‌های مختلف می‌نامند و با مرحله سنگی یا گاهی پارینه-هندی شروع می‌شود. تقسیمات فرعی شرح داده شده در زیر برای اوراسیا استفاده می‌شود.

## پارینه‌سنگی
«پارینه‌سنگی» به معنای «عصر سنگی قدیم» است و با اولین استفاده از ابزار سنگی آغاز می‌شود. پارینه‌سنگی نخستین دوره عصر حجر است.
بخش اولیه پارینه‌سنگی، پارینه‌سنگی پایین نامیده می‌شود، که به قبل از هومو ساپینس، با هومو هابیلیس (و گونه‌های مرتبط) و قدیمی‌ترین ابزار سنگی، مربوط به حدود ۲٫۵ میلیون سال قبل، شروع می‌شود. شواهد کنترل آتش توسط انسان‌های اولیه در دوران پارینه‌سنگی پایین نامشخص است و در بهترین حالت از حمایت علمی محدودی برخوردار است. رایج‌ترین ادعای پذیرفته شده این است که H. erectus یا H. ergaster بین ۷۹۰۰۰۰ تا 690000 BP (قبل از دوره کنونی) آتش را ایجاد کرده‌است. استفاده از آتش، انسان‌های اولیه را قادر ساخت تا غذا بپزند، گرما فراهم کنند و در شب منبع نور داشته باشند.
هومو ساپین‌های اولیه حدود ۲۰۰۰۰۰ سال پیش پدید آمدند و آغازگر دوره پارینه سنگی میانه بود. تغییرات تشریحی که نشان‌دهنده ظرفیت زبان مدرن است نیز در دوران پارینه سنگی میانه به وجود آمده‌است. در دوران پارینه سنگی میانه، اولین شواهد قطعی از استفاده انسان از آتش وجود دارد. مکان‌هایی در زامبیا دارای استخوان و چوب زغال‌شده هستند که قدمت آن‌ها به ۶۱۰۰۰ سال پیش بازمی‌گردد. تدفین منظم مردگان، موسیقی، هنرهای اولیه و استفاده از ابزارهای پیچیده چند قسمتی از نکات برجسته پارینه سنگی میانه است.
در سراسر دوران پارینه‌سنگی، انسان‌ها عموماً به عنوان شکارچیان عشایری زندگی می‌کردند. جوامع شکارچی-گردآورنده بسیار کوچک بودند، گاهی جوامع شکارچی-گردآورنده با منابع فراوان یا تکنیک‌های پیشرفته نگهداری مواد غذایی، سبک زندگی بی تحرکی را با ساختارهای اجتماعی پیچیده مانند حاکمیت و طبقه‌بندی اجتماعی ایجاد می‌کردند. در این دوره ممکن است تماس‌های راه دور برقرار شده باشد، مانند بزرگراه بومی استرالیا که با نام مسیر رؤیایی شناخته می‌شود.